# ماور (إب)
ماور هي إحدى قرى الجمهورية اليمنية. تتبع جغرافيا لمحافظة إب وإداريًا لمديرية يريم. يبلغ تعداد سكانها 10.000 نسمة حسب الإحصاء الذي أجري عام 2018.
وتمتاز ماور رعين بحصنها الحميري الاحمر ، وتشتهر بشراسة وقوة رجالها